# Kosman bělovousý
Kosman bělovousý (Callithrix jacchus) je primát patřící do čeledi kosmanovití (Callithrichidae) a rodu kosman (Callithrix). Popsal jej Carl Linné v roce 1758.

## Výskyt
Kosman bělovousý je zvířetem neotropické oblasti. Obývá Brazílii, konkrétně její severovýchodní část (například Maranhão a Bahia), možná i severovýchod Tocantins. Do některých míst, jako v blízkosti Rio de Janeiro či Buenos Aires byl vysazen, a dobře zde prosperuje. Obývá mnoho typů lesů, pobřežní, galeriové, listnaté i opadavé, lze jej najít i na plantážích, v parcích či na zahradách. V oblastech mohou tyto opice žít s velkou hustotou populace.

## Popis
Kosman bělovousý je malá opice, tělo měří bez ocasu 12 až 15 cm, ocas je dlouhý 29,5 až 35 cm; z celkové velikosti tvoří ⅔. Samci váží okolo 256 gramů, samice jsou mírně lehčí, hmotnost je odhadována na 236 gramů. Obě pohlaví jsou velikostně podobná. Srst je zbarvena tmavohnědě, hřbet šedohnědě, přes tělo se táhnou tmavé pruhy. Také ocas je poset pruhy, ty jsou však tmavé a světlé. Horní část hlavy je černá, u uší roste chomáč bílé srsti. Bíle zabarveno je rovněž čelo a obličej; ten ztmavne, když na něj zasvítí slunce.

## Chování

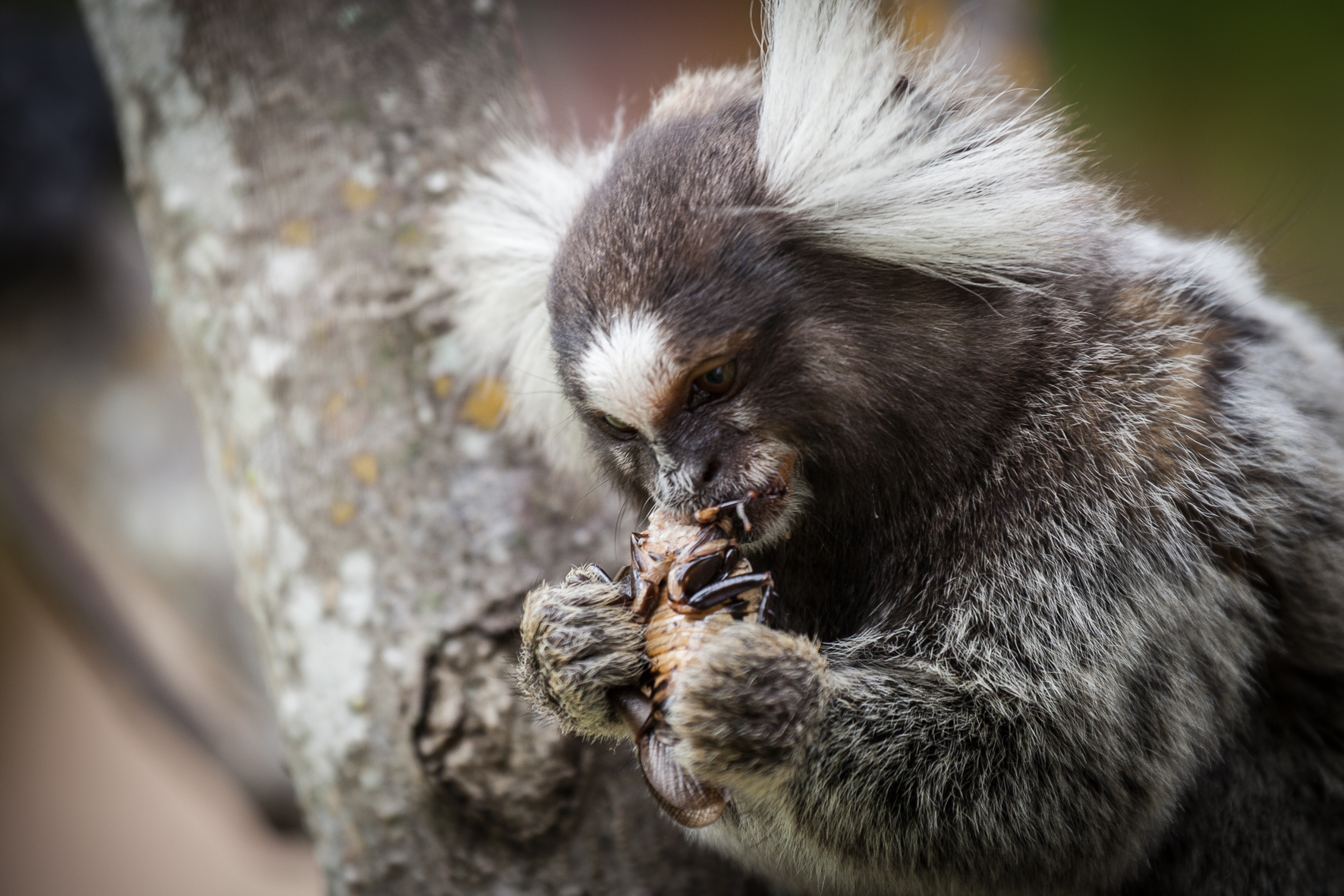
Krmící se kosman

Kosman bělovousý je denní živočich, aktivní v době mezi půl hodinou před východem a půl hodinou před západem slunce. Den tito primáti začínají tak, že se nakrmí, zbytek dne pak tráví získáváním další potravy, sociálním chováním a odpočinkem, který může trvat i 30 minut. Ve skupinách žije tři až patnáct zvířat, obvyklý počet je devět opic o třech generacích. Tlupa zahrnuje chovný pár a přidružené jedince, jestliže zahyne člen chovné dvojice, skupina primátů se rozdrobí. Samci opustí tlupu po dosažení plné dospělosti, nikoli tedy pohlavní dospělosti, jak je to u jiných opic. Pro komunikaci mezi členy tlupy je důležitá hlasová (na dálku) i vizuální (na blízko) komunikace, velký význam má komunikace chemická. S ostatními členy své tlupy a k odstrašení jiných tlup používá kosman volání složené z 1 až 5 hlasitých pískavých zvuků. Znakem agrese jsou různě otevřená ústa, v případě nebezpečí vydávají opice krátké a hluboké poplachové signály. Predátory jsou například sovy, draví ptáci nebo lasicovití. Území má rozlohu 2 až 5 hektarů.
Podobně jako všechny ostatní druhy kosmanů konzumují i kosmani bělovousí rostlinné výpotky, jež tvoří 20 až 70 % stravy, žerou však také hmyz (24 až 30 %) a konzumují také houby, květy, ještěrky, žáby nebo ovoce. Právě v období, kdy je ovoce nedostatek, tvoří výpotky důležitou součást jídelníčku.
Druh může být polygamní, polyandní a monogamní, dříve byla monogamie mylně považována za jedinou pářící strategii druhu. Za asi 148 dní po spáření samice porodí nejčastěji dvě mláďata (možná jsou i trojčata nebo jedináček), která mohou tvořit až 40 % její hmotnosti. Váží asi 25 až 35 g. Ve volné přírodě se mláďata nejčastěji rodí od dubna do června a od září do listopadu (konec období sucha a konec období dešťů) a asi za deset dní po porodu může samice znovu zabřeznout. O mláďata se vyjma samice starají i jiní členové tlupy, což zvyšuje jejich šance na přežití. Asi za dva týdny se již začínají aktivně pohybovat a za tři měsíce je samice odstaví od mateřského mléka. Pohlavní dospělosti je dosaženo u samců za 382 dní a u samic za 477 dní. Ve volné přírodě se dožijí asi deseti let.

## Vztah s lidmi
Přestože někde populace druhu klesá, kosman bělovousý je přizpůsobivý tvor se širokým areálem výskytu vytlačující i ostatní kosmany, proto jej Mezinárodní svaz ochrany přírody (IUCN) hodnotí jako málo dotčený. Je zapsán na Úmluvě o mezinárodním obchodu s ohroženými druhy volně žijících živočichů a rostlin (druhá příloha). Vyskytuje se v řadě chráněných oblastí, jako je například Ekologická stanice Uruçuí-Una, Národní park Sete Cidades, Biologická rezervace Pedra Talhada, či Národní park Ubajara.
Kosmani bělovousí mohou být chováni v zajetí v prostorné (2,5 × 1,5 × 1,5 m) ubikaci o teplotě 24 °C a vlhkosti vzduchu 80 %. Potrava je pro zvířata v zajetí tvořena různými druhy ovoce, některou zeleninou (rajčata), mléčnými výrobky a hmyzem a jinými živočišnými produkty.